# 恐怖の復活
『恐怖の復活』（ホラー・リザレクション）とは、和田慎二による日本の漫画作品。『月刊プリンセス』（秋田書店）の1980年9月号、10月号に掲載された。単行本は秋田書店「プリンセス・コミックス」、「プリンセス・コミックス・デラックス」、「秋田文庫」より刊行された。

## あらすじ
ナチス・ドイツの潜水艦「イ-402型」が第二次世界大戦のさ中に日本にエジプト第2王朝時代の2体のミイラを運ぶ途中、沈没した。時は流れ、伊豆沖で起こった地震が海底の死角にあった潜水艦の骸を押し出し、3か月後に引き揚げられたことで惨劇は起こる。
王女サリアと彼女に腕輪を贈った恋人の巨体の戦士のミイラだったが、王女のミイラは外気に触れたために霧散し、戦士のミイラは身体と包帯の間に詰められた海水と反（アンチ）光合成「遮光合成」による暗闇だけで増殖する変種のクロレラ、なにより戦士自身の恋人を求める想いが連続殺人事件を引き起こす。ミイラの呪いの正体「タハ病原菌」はもうナチス・ドイツにより滅菌されていた。ミイラの研究、変種のクロレラ、ナチス・ドイツは現代考古学会を凌駕していた。ユダヤ人である「クロレラ研究の父」と呼ばれるオットー・ワールブルク博士はヒットラーが追放も処刑もしなかったことから、彼により戦士のミイラを復活させたクロレラは開発された。
ミイラの謎を解明しようと森、彼の婚約者・鳴海麻矢、森の友人らが推理の輪を広げる一方、科学者に相応しくない発言と岸田教授や大学の関係者は森を疎むようになり、森は学会追放の窮地に立たされる。発熱により喫茶室で休んでいて、そのことを知った衿子は密かに腕輪を持ち出して装着し囮になる。腕輪がしまってある筈の金庫が置かれた大学に近寄らず、海岸線に出現して衿子を捕らえたことを知り、転警部は金庫を確認して衿子の手紙を発見する。森は衿子を愛するがゆえに麻矢と婚約して敢えて子供扱いすることで遠ざけて守ろうとした衿子が逆に自身の窮地を救おうと危険を冒したことを悟り、愛されなくてもついて行こうとした麻矢に謝罪し、麻矢もまた「自身ほど物分かりのいい女はいない」と森を送り出すのだった。
森は友人や転警部と協力してミイラ打倒と衿子救出に命を賭け、森は海中照明弾と水中スクーターをぶつけて衿子を奪還し、水面に浮上した2人をヘリコプターが救出した直後、警備艇に乗った転警部がバズーカ砲を発射して戦士を葬り去った。

## 登場人物
岸田衿子（きしだ えりこ）
本作の主人公。岸田教授の娘。ネンネで自身が振り向いて貰うことしか頭にないが、森の窮地を知って囮になる。
早乙女森（さおとめ しん）
考古学者。一生を砂漠に埋めるも同然の耐えるだけが夢に繋がり、不幸を目指す道に子供では耐えられないと衿子を愛しながらも彼女に背を向け、助手として有能な女性・麻矢と打算から婚約した。しかし、ミイラが動いて腕輪を追っているという科学者の言葉ではないと周囲に疎まれ、考古学会を排斥される危機に陥った。そのことを知った衿子が亡き王女サリアを探し求める巨体の戦士が存在することを証明しようと衿子が囮になったため、麻矢に謝罪して衿子を救うべく駆けつけ、己が真実愛する女性と向き合う決心をする。
鳴海麻矢（なるみ まや）
早乙女森の婚約者。T大考古学研究室に所属する女性。森が自身を愛することはないと知りつつ考古学の助手兼妻として生涯を彼に寄り添う決意を固めたが、衿子の危機により彼女の元に戻る森を血を流す心を隠して送り出した。
友人
眼鏡をかけた森の学友。森や麻矢とミイラに関する推理を展開する重要なポジションにあるが、何故か名前は付けられなかった。
転（ころび）
階級は警部。独身。ミイラが動くと真顔で主張する森に懐疑的だったが、信じようとしない大学関係者及び上司である本部長や部下らの中で唯一ミイラの犯行を阻止しようと奔走する。終盤、バズーカ砲でミイラの戦士を倒すもショックで失神した。後に『怪盗アマリリス』で「兵介（ひょうすけ）」という名を命名された。アマリリス専属捜査官となって「アマリリス」を追う一方、その「アマリリス」本人とは知らずに隣家の椎崎奈々と親しくなる。『スケバン刑事』の「暗闇警視」こと倉見の後輩。
岸田（きしだ）
衿子の父。ありとあらゆる学部学科を持つ新興の私立マンモス大学「湘南大学」の考古学教授。
まさ子
湘南大学の学生課の喫茶室のウェイトレス。

## 書籍情報

### コミックス
恐怖の復活（ホラー・リザレクション）
1980年2月15日 ISBN 4-253-07164-3 秋田書店〈プリンセス・コミックス〉、全1巻
- 恐怖の復活 前編 - プリンセス1980年9月号
- 恐怖の復活 後編 - プリンセス1980年10月号
- アラビアン狂想曲 - プリンセス1976年9月号
- ラムちゃんの戦争 - プリンセス1978年4月号

恐怖の復活（ホラー・リザレクション）
1992年10月25日発売 ISBN 4-253-15301-1 秋田書店〈プリンセス・コミックス・デラックス〉、全1巻
- 恐怖の復活（ホラー・リザレクション） 前編◆プリンセス1980年9月号
- 恐怖の復活（ホラー・リザレクション） 後編◆プリンセス1980年10月号
- ポケットにティンカー・ベル◆プリンセス1982年10月号
- アラビアン狂想曲（ラプソディー）◆プリンセス1976年9月号
- 吃水線◆I'mチャンピオン1985年01号
- ラムちゃんの戦争◆プリンセス1978年4月号
- さよなら林間学校999（スリーナイン）◆プリンセス1981年7月号
- 「私の好きな名場面I」、「私の好きな名場面II」

### 文庫
恐怖の復活（ホラー・リザレクション）
1998年9月5日発売、ISBN 4-253-17248-2 秋田書店〈秋田文庫〉、全1巻
- 恐怖の復活（ホラー・リザレクション） 前編◆プリンセス1980年9月号
- 恐怖の復活（ホラー・リザレクション） 後編◆プリンセス1980年10月号
- ポケットにティンカー・ベル◆プリンセス1982年10月号
- 私の好きな名場面I
- アラビアン狂想曲（ラプソディー）◆プリンセス1976年9月号
- 吃水線◆I'mチャンピオン1985年01号
- 「私の好きな名場面II」
- ラムちゃんの戦争◆プリンセス1978年4月号
- さよなら林間学校999（スリーナイン）◆プリンセス1981年7月号
- 私の好きな名場面I、私の好きな名場面II
- メイキング オブ 恐怖の復活